# 불혹지려
《불혹지려》(不惑之旅)는 2021년 방송되었던 중국의 드라마이다.

## 등장인물
- 천젠빈 - 마레이원 역
- 메이팅 - 지엔단 역
- 투쑹옌 - 핑천성 역
- 류위위 (Vieven Liu) - 왕이루 역
- 우명가 (于明加) - 차오칭치엔 역
- 지가 (迟嘉) - 지엔칭란 역
- 장주 (张姝) - 쭤샤오팅 역
- 오효민 (吴晓敏) - 린완뤄 역
- 허문광 (许文广) - 쭤쯔난 역